# Für immer Lulu
Für immer Lulu ist eine turbulente, deutsch-amerikanische Filmkomödie des Israeli Amos Kollek mit Hanna Schygulla und Debbie Harry in den Hauptrollen. Alec Baldwin gab hier als ständig Kaugummi kauender, Hanna Schygulla anbaggernder Straßenpolizist sein Filmdebüt.

## Handlung
Die weizenblonde Elaine Hines, eine Deutsche mittleren Alters, ist mit ihrem Job in New York ziemlich unzufrieden. Als Sekretärin einer US-Firma ist sie mit dem En-gros-Handel von Toilettendeckeln beschäftigt. Viel mehr würde sie sich ganz ihrer großen Liebe, der Schriftstellerei, widmen. Doch Elaines Erzählstil ist dafür eigentlich zu brav, ihr fehle, wie ihr Literaturagent Larry unverblümt sagt, der richtige Pep. Anders ausgedrückt: Elaines Geschichten sind zu lahm, zu wenige Freaks tummeln sich in ihren Erzählungen, von der Abwesenheit harter Sexszenen ganz zu schweigen. Und als ob das alles nicht schon schlimm genug wäre, kommt es in kurzen Abständen noch dicker für die Kurzhaarblondine: Ihr Lover, ein verheirateter Anwalt, macht sich aus dem Staub, ihr kleines, bescheidenes Apartment wird von Einbrecher-Vandalen verwüstet, und zu schlechter Letzt feuert die Klodeckelfirma die als entbehrlich angesehene Deutsche.
Nach einem von ihrer besten Freundin vermittelten vermasselten Blind Date läuft Elaine in den New Yorker Regen hinaus, bleibt mit ihrem Schuhabsatz in einem Gullydeckel stecken und fuchtelt daraufhin, einem Nervenzusammenbruch sehr nahe, mit einer Schreckschusspistole in der Luft herum. Ein markerschütternder Frustschrei setzt dem Katastrophentag ein (un-)würdiges Ende. Ein passierendes, ergrautes Pärchen sieht Elaine im Regen stehen und bekommt es mit der Angst zu tun. Ehe man Opfer eines vermuteten Raubüberfalls wird, lassen die beiden Passanten freiwillig ihre kostbaren Pelzmäntel mitsamt Brieftasche zurück. In einer der Jackentaschen befindet sich ein Bild einer strohblonden Frau, die die beiden Flüchtenden zuvor kennengelernt hatten, unterzeichnet mit "Für immer, Lulu". Auch eine Anschrift steht auf dem Zettelchen.
Von diesem Zeitpunkt an nimmt Elaines Leben eine verrückte Wendung. Anstatt zur Polizei zu gehen, wandelt sie auf Rosanna Arquettes Spuren in Susan … verzweifelt gesucht, um diese mysteriöse Lulu ausfindig zu machen und stolpert von einem skurrilen Abenteuer ins nächste. Dabei pflastern auch diverse (Gangster-)Leichen ihren Weg. Bei diesem Großstadtabenteuer lernt sie schließlich den attraktiven Straßenpolizisten Buck kennen, der ihr zu helfen versucht, dem Sumpf von Gangster, Geld und Drogen, in den sie hineingerät, zu entfliehen. Am Ende findet Elaine nicht nur Lulu, die eine gewisse Ähnlichkeit mit ihr hat, sondern auch noch ihre große Liebe.

## Produktionsnotizen
Gedreht ab dem 17. März bis Anfang Mai 1986 vor Ort in New York City, kam Für immer Lulu (alternative Schreibweisen auch Für immer, Lulu und Für immer: Lulu) am 13. November 1986 in die deutschen Kinos. Die US-Premiere war am 24. April 1987.

## Rezeption
In der Fachzeitschrift Cinema war zu lesen: „Hanna als Komödiantin? Zumindest der Regisseur meinte nach Abschluß der Dreharbeiten begeistert: „Wow, she‘s great!““.
Im Lexikon des Internationalen Films heißt es: „Großstadtkomödie, die mit gedämpftem Optimismus vom Glück des Naiven erzählt. Holprig und unsicher inszenierte harmlose Unterhaltung.“